# Поливанов, Константин Михайлович (литературовед)
Константи́н Миха́йлович Полива́нов (род. 25 декабря 1959) — российский литературовед, специалист по творчеству Б. Л. Пастернака, А. А. Ахматовой. Преподаёт в лицее № 1525 «Воробьёвы горы» и в НИУ ВШЭ. Сын М. К. Поливанова.

## Биографические данные
- МГУ им. Ломоносова, филологический факультет, отделение структурной и прикладной лингвистики, 1982,
- Специалитет: Московский государственный университет им. М. В. Ломоносова (год окончания: 1982, специальность: Лингвистика, квалификация «филолог, специалист по структурно-прикладной лингвистике»)[1]
- Докторантура Тартуский университет (год защиты PhD 2015, диссертация защищена по теме "Доктор Живаго" как исторический роман)[1]
- Преподаватель литературы в лицее № 1525 «Воробьевы горы»[2].
- Преподаватель литературы в лицее Высшей школы экономики[2].

## Профессиональные интересы
- История русской поэзии XVIII—XX веков
- Русская поэзия начала XX века и традиции русской и европейской литературы
- Русская литература XX века и политическая история

## Научно-исследовательская деятельность
- 26 — 28 декабря 2009, международная конференция «Памятные книжные даты в контексте культуры», доклад "Памятные даты как источники «Охранной грамоты» и «Доктора Живаго», ГУ-ВШЭ.
- Международная научная конференция «Критика и литературоведение в культуре русской эмиграции». 26-28 сентября 2008. Тарту. Тартуский университет (25 участников). Доклад «О „Докторе Живаго“ в критике русской эмиграции 1957—1962 гг.»
- Международный научный симпозиум «Boris Pasternak and the Language of Inspiration» 10-11 October 2008 Lund University (Швеция) (8 участников). Доклад «Доктор Живаго» и воспоминания Федора Степуна «Бывшее несбывшееся»
- Международная научная конференция Гаспаровские чтения — 2008. Москва 10-12 апреля 2008. (40 участников) — . Доклад «1900-е — 1910-е в прозе и мемуарах»
- XV Лотмановские чтения — Российский государственный гуманитарный университет — Москва — 20-22 декабря 2007 (Стихи Б. Пастернака: лирическое задание и политические интерпретации.)
- Buon Compleanno: Il Dottor ZivagoNuovi studi a 50 anni dalla publicazione — Fondazione G. Feltrinelli — Milan — Италия 26-27 октября 2007 ("К истории публикации романа «Доктор Живаго»)
- The Life of Boris Pasternak’s "Doctor Zhivago"Culture and the Cold WarStanford University — USA — 19-20 октября 2007. («Препятствия к публикации „Доктора Живаго“ в СССР»)
- Лотмановский семинар — Тартуский университет — Эстония 28 февраля −3 марта 2007 (Язык поэтических набросков Б. Пастернака)
- Гаспаровские чтения 2007 — Российский государственный гуманитарный университет — Москва — 10-12 апреля 2007 . (Особенности клаузул в четверостишиях и эволюция поэзии Пастернака)
- 2-6 июля 2006 г. Международная научная конференция «Любовь-пространство: поэтика места в художественном мире и судьбе Пастернака».

## Публикации
- Пастернак Б. Собрание сочинений в 5 томах. М., 1989—1991, т 1, 2, 5 (составление, комментарий)
- Письма Б. Пастернака к жене. М., 1993 (составление, вступление, статья, комментарий)
- Автобиография в прозе Пимена Карпова // La Seconda Prosa. Trento, 1995
- Автобиография в творчестве А. Ахматовой и Б. Пастернака — Scando-Slavica. Tomus 41, 1995, 152—167
- Политический аспект биографии Б. Пастернака // Новое литературное обозрение, 1996, № 20
- Роман М. Зенкевича «Мужицкий сфинкс» в контексте автобиографической и мемуарной прозы русских модернистов. // Russian Literature XLI (1997) 533—542
- Письма Б. Пастернака к М. К. Баранович. М., 1998 (вступительная статья, составление, комментарий)
- Ещё раз о «Докторе Живаго» и Марине Цветаевой. — В кругу «Живаго»: Пастернаковский сборник (Stanford Slavic Studies vol.22) Stanford, 2000, 171—183
- Гаспаров М. Л., Поливанов К. М. «Близнец в тучах» Бориса Пастернака: Опыт комментария. М.: Российский государственный гуманитарный университет, 2005. 143 с. (Чтения по истории и теории культуры. Вып. 47).
- Пастернак и современники. М., Изд-во ГУ ВШЭ, 2006.
- Об одной разновидности разностопного ямба в лирике Бориса Пастернака // Труды по русской и славянской филологии. Литературоведение. VII (Новая серия): К 80-летию со дня рождения Зары Григорьевны Минц; К 85-летию со дня рождения Юрия Михайловича Лотмана. Тарту, 2009. С. 290—301
- Стихотворение «Вальс с чертовщиной» и рождественско-святочные мотивы стихов и прозы романа «Доктор Живаго». In: Telling Forms: 30 essays in honour of P.A. Jensen. Ed. by Karin Grelz&Susanna Witt. Поливанов К. М. AECT, 2004
- О Тютчевских источниках Пастернака: Заметки к комментариям. — В сб. «И время и место. Историко-филологический сборник к 60-летию А. Л. Осповата». М.: «Новое издательство», 2008. С. 560—567
- Составление и предисловие книги: Гаспаров М. Л., Подгаецкая И. Ю. «Сестра моя жизнь» Бориса Пастернака: Сверка понимания". М., Издательство Российского государственного гуманитарного университета, 2008 (Чтения по истории и теории культуры. Вып. 55). 12 а.л.
- Из истории борьбы за публикацию «Доктора Живаго» в СССР. (The Life of Boris Pasternak’s Doctor Zhivago (Stanford Slavic Studies, 2009. № 37. C. 128—141).
- История русской литературы XX века. Книга 1. Начало XX века. Совместно с Е. С. Абелюк. Москва: Новое литературное обозрение, 2009.
- История русской литературы XX века. Книга 2. После революций. Совместно с Е. С. Абелюк. Москва: Новое литературное обозрение, 2009.
- Об одной разновидности разностопного ямба в лирике Бориса Пастернака // Труды по русской и славянской филологии. Литературоведение. VII (Новая серия): К 80-летию со дня рождения Зары Григорьевны Минц; К 85-летию со дня рождения Юрия Михайловича Лотмана. Тарту, 2009
- О возможных отзвуках «Петербурга» в «Сестре — моей жизни» // На рубеже двух столетий: Сборник в честь 60-летия А. В. Лаврова. Российская Федерация: Новое литературное обозрение, 2009
- «Доктор Живаго» как исторический роман. Вып. 33. Тарту : University of Tartu Press, 2015.